# Gare de Fontenay-Trésigny
Pour les articles homonymes, voir Gare de Fontenay.
La gare de Fontenay-Trésigny est une gare ferroviaire, fermée et désaffectée, de la ligne de Paris-Bastille à Marles-en-Brie, située sur le territoire de la commune de Fontenay-Trésigny dans le département de Seine-et-Marne, en région Île-de-France.
Mise en service en 1893 par la Compagnie des chemins de fer de l'Est elle est définitivement fermée par la SNCF en 1969.

## Situation ferroviaire
Établie à 105 mètres d'altitude, la gare de Fontenay-Trésigny était située au point kilométrique (PK) 63,352 de la ligne de Paris-Bastille à Marles-en-Brie, entre la gare de Chaumes et la gare de Marles-en-Brie.

## Histoire

### Gare de la ligne de Paris-Bastille à Marles-en-Brie
La gare de Fontenay-Trésigny est mise en service le 5 juin 1893 par la Compagnie des chemins de fer de l'Est lorsqu'elle ouvre au service le prolongement, de sa ligne de la Bastille, de Verneuil-l'Étang à Marles-en-Brie. Sur ce court prolongement, la gare est précédée par la gare de Chaumes et suivi par la gare de Marles-en-Brie qui marque la fin de la ligne et son raccordement à la ligne de Paris à Coulommiers. La gare est directement accessible depuis la vieille ville et à proximité directe des Bordes, dispose d'une place avec un hôtel, un café et une halte de chevaux, en bordure de la route nationale reliant Meaux à Melun.
Au début des années 1900, avant 1914, les circulations entre Verneuil-l'Étang et Marles-en-Brie sont de huit trains omnibus dans chaque direction, pour une durée du parcours de 23 minutes. La troisième image de la galerie ci-dessous, montre la gare avec un train composé de trois voitures très anciennes, un fourgon à lanterneau et la locomotive de la Société alsacienne de constructions mécaniques (SACM) 031 T Est n°671, construite en 1884. Ce train circule avec la locomotive présentée cabine en avant, il se dirige vers Marles-en-Brie.

La gare au début des années 1900
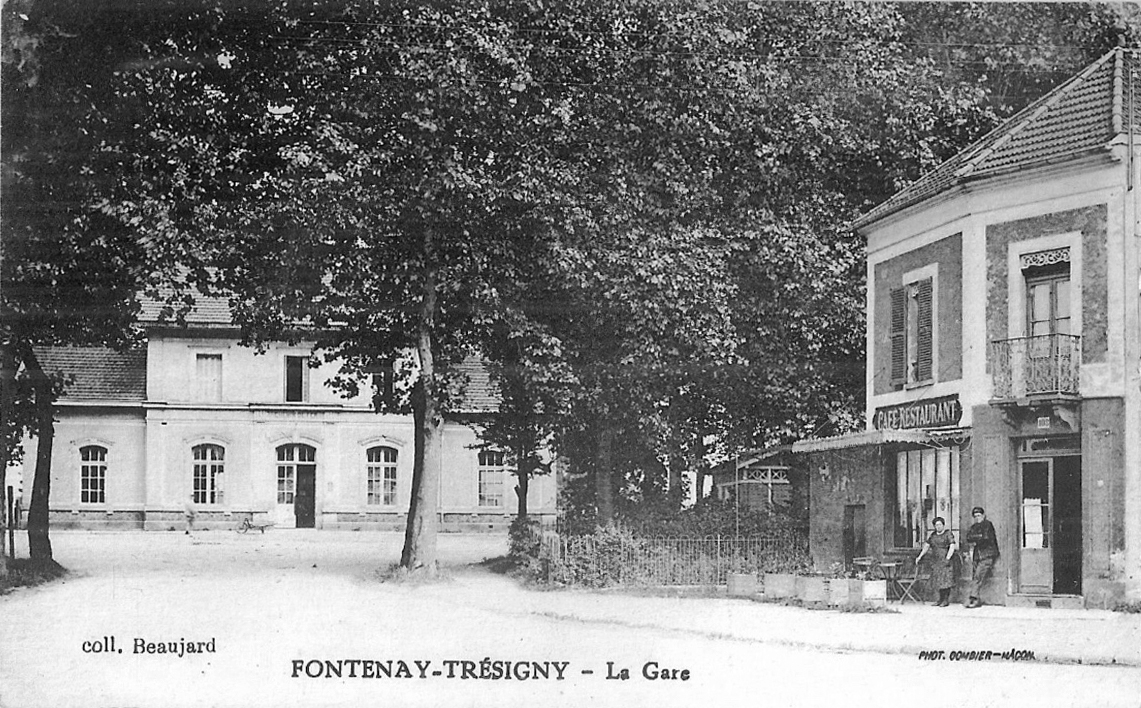
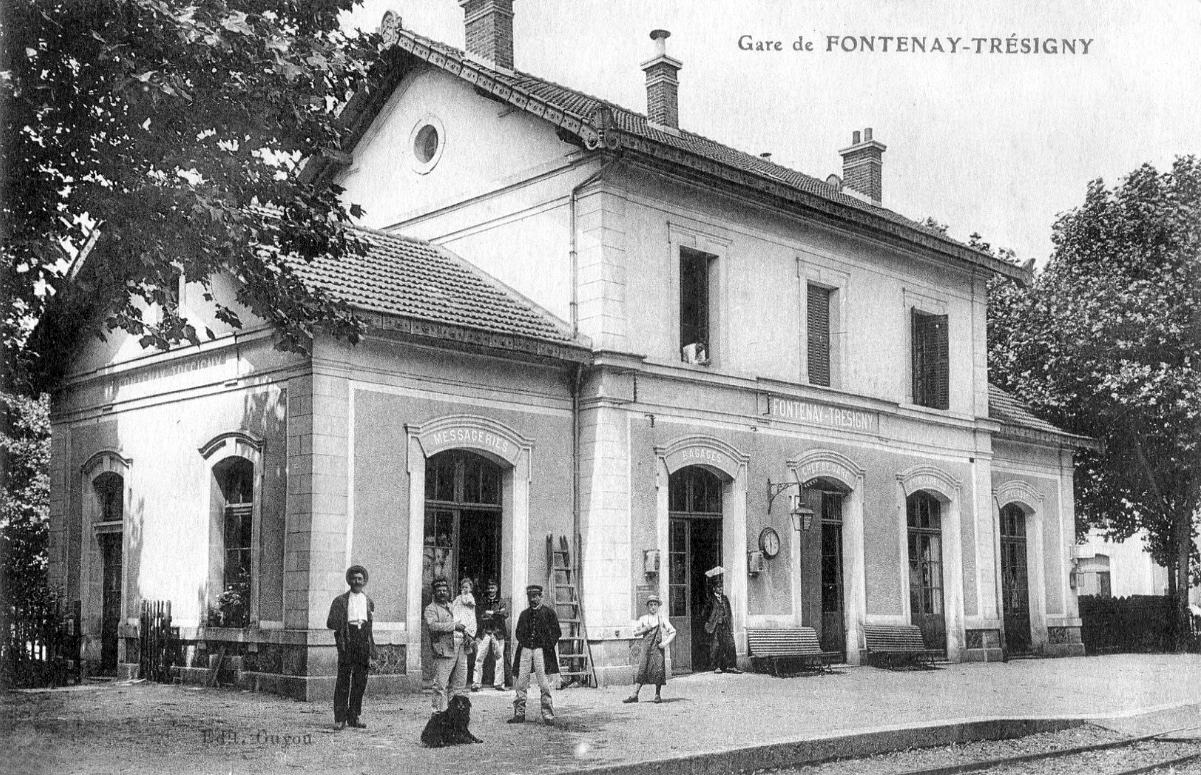
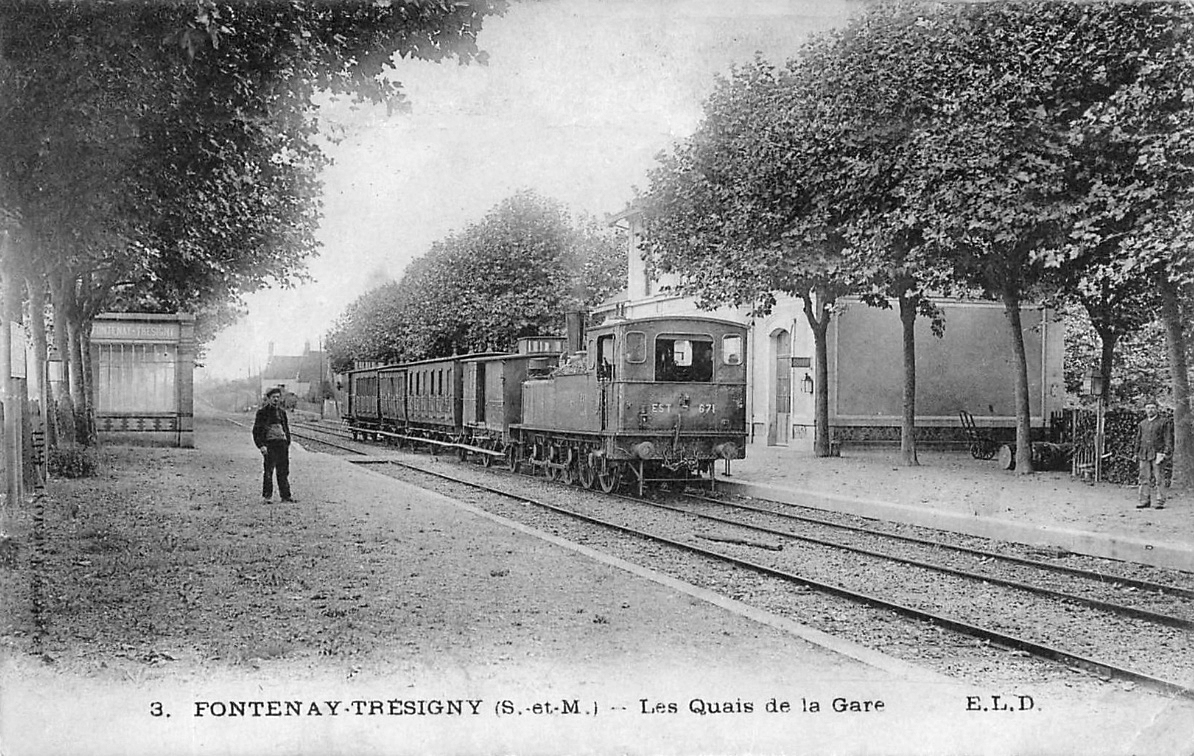

Lors de la Première Guerre mondiale, durant la première bataille de la Marne, la gare de Fontenay-Trésigny fut le siège du déchargement du matériel pris aux Allemands en provenance de la gare de Coulommiers. On chargeait à la gare des wagons de pierre de meulières destinés aux chantiers parisiens.
L'embranchement de Verneuil-l'Étang à Marles-en-Brie est coordonné le 18 avril 1939, c'est-à-dire fermé au service des voyageurs et remplacé par un service routier d'autocars. Néanmoins, après la fin de la guerre, du fait de la destruction du viaduc de Nogent-sur-Marne, un trafic voyageurs limité à un train par jour, est remis en service entre Paris-Bastille et Marles-en-Brie, de décembre 1946 à mai 1947. La fermeture totale et définitive du service voyageurs au delà de Boissy-Saint-Léger a lieu le 18 mai 1953
Pour le service de marchandises, un tronçon resta en activité entre Verneuil-l'Étang et Fontenay-Trésigny pour les industriels locaux dont l'usine Hardy (fabrication de baguettes pour cadres de tableaux), l'usine Aumaître et Mathé (fabrication d'échelles en bois) et la carrière de pierres meulières de la ville de Chaumes-en-Brie. La gare vit passer jusqu'en 1969 une quinzaine de trains par jour (marchandises, grain, betteraves, courrier). La fermeture définitive du service marchandises a lieu le 3 novembre 1969 sur la section Verneuil-l'Étang - Fontenay-Trésigny, ,. La ligne est déposée, entre Fontenay-Trésigny et Marles-en-Brie, au cours de l'année 1969, puis rapidement la dépose à également lieu entre  Verneuil-l'Étang et Fontenay-Trésigny.

### Gare du Réseau de Seine-et-Marne (tacot)
La gare de Fontenay-Trésigny était également située sur la ligne Jouy-le-Châtel - Marles-en-Brie (24 km) du Réseau de Seine-et-Marne, ouverte en 1902. Il s'agissait d'un ancien réseau de chemins de fer à voie métrique, concédé à la Société générale des chemins de fer économiques (SE) connue sous la dénomination des « Tramways de Seine et Marne ».
Le service des voyageurs sera supprimé en 1934 avec transfert sur route, par autocar sur certaines sections. Les marchandises subsisteront jusqu'en 1938. La ligne fut cependant préservée au moment de l'entrée en guerre de la France lors de la Seconde Guerre mondiale. À cause de la suppression des services routiers, la ligne fut rouverte de Jouy-le-Châtel à Fontenay-Trésigny jusqu'en 1948. Le tronçon de Fontenay-Trésigny à Marles-en-Brie fut déféré en 1944.
En 1950, le département constatant que les transports routiers étaient redevenus normaux, décida de fermer définitivement ce tronçon le 1er juillet 1950 et le reste de la ligne le 21 mars 1951. Tout comme pour le train, la voie ferrée a été déposée et le tracé a en partie disparu mis à part le chemin du Tacot actuel, et un pont en pierre sur le ru de Monnoury, proche du lavoir des Bordes.

## Patrimoine ferroviaire
La gare et la halle ont été restaurées après la fermeture. Les voies et les quais ont laissé place à un parking devant la halle de la gare avec une aire de jeux réservée devant la gare depuis 2021. Un parc avec des jeux se trouve le long de l'avenue Pierre de Coubertin sur l'ancien tracé du chemin de fer. La maison du garde barrière située avenue de Verdun fut préservée. La voie, qui traversait Fontenay-Trésigny du sud au nord, a été déposée et le tracé a en partie disparu.
La gare est située dans les Bordes à l'est du bourg historique de Fontenay-Trésigny, à proximité de l'avenue du Général Leclerc, ancienne route nationale 36 reliant Meaux à Melun. La gare était également appelée la Gare de l'Est. L'avenue des Héros de la Résistance s'appelait l'avenue de la Gare et permettait de relier directement le bourg historique à la Gare.
La gare et la halle, sont la propriété de la commune et régulièrement entretenues. Le bâtiment de la gare a conservé sur sa façade les inscriptions mises en valeur de la ville. L'ancienne gare est occupée par la D.A.S.S.M.A. (Direction Action Sociale Seine et Marne-consultation PMI). La commune dispose de la halle de la gare pour différentes manifestations. La maison du garde-barrière est devenue un logement.

Les bâtiments conservés
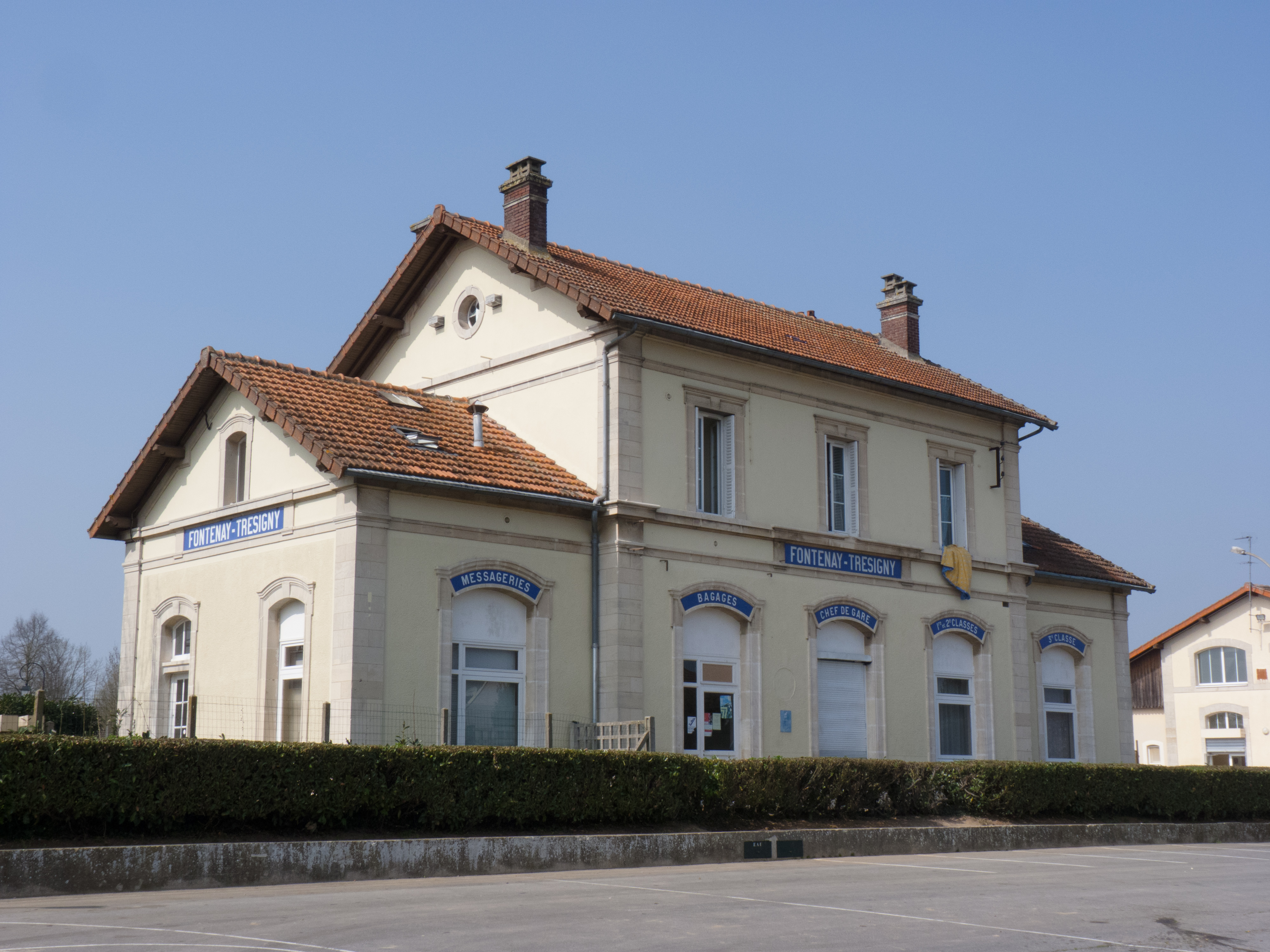
Côté quais.
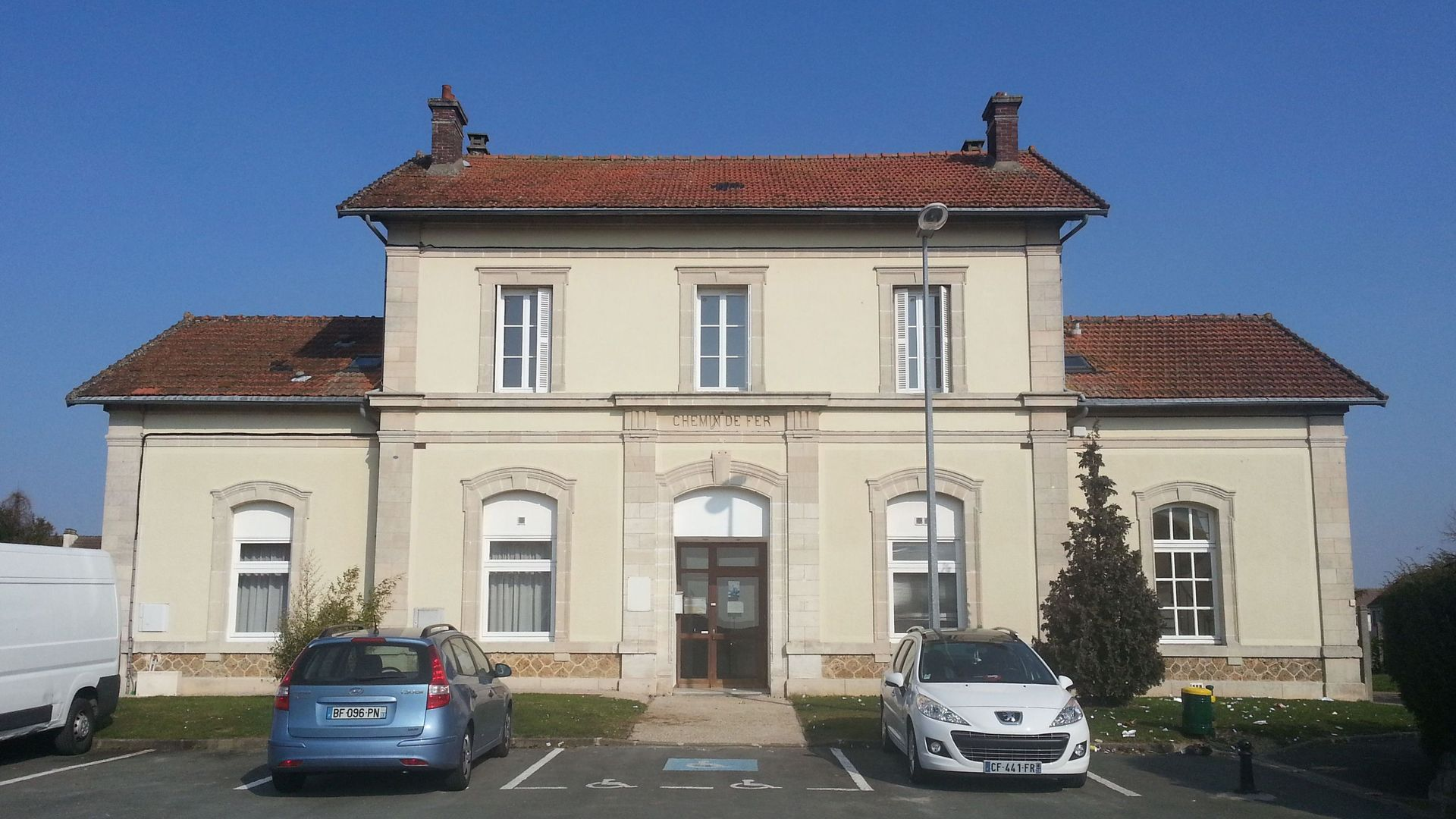
Côté cours.
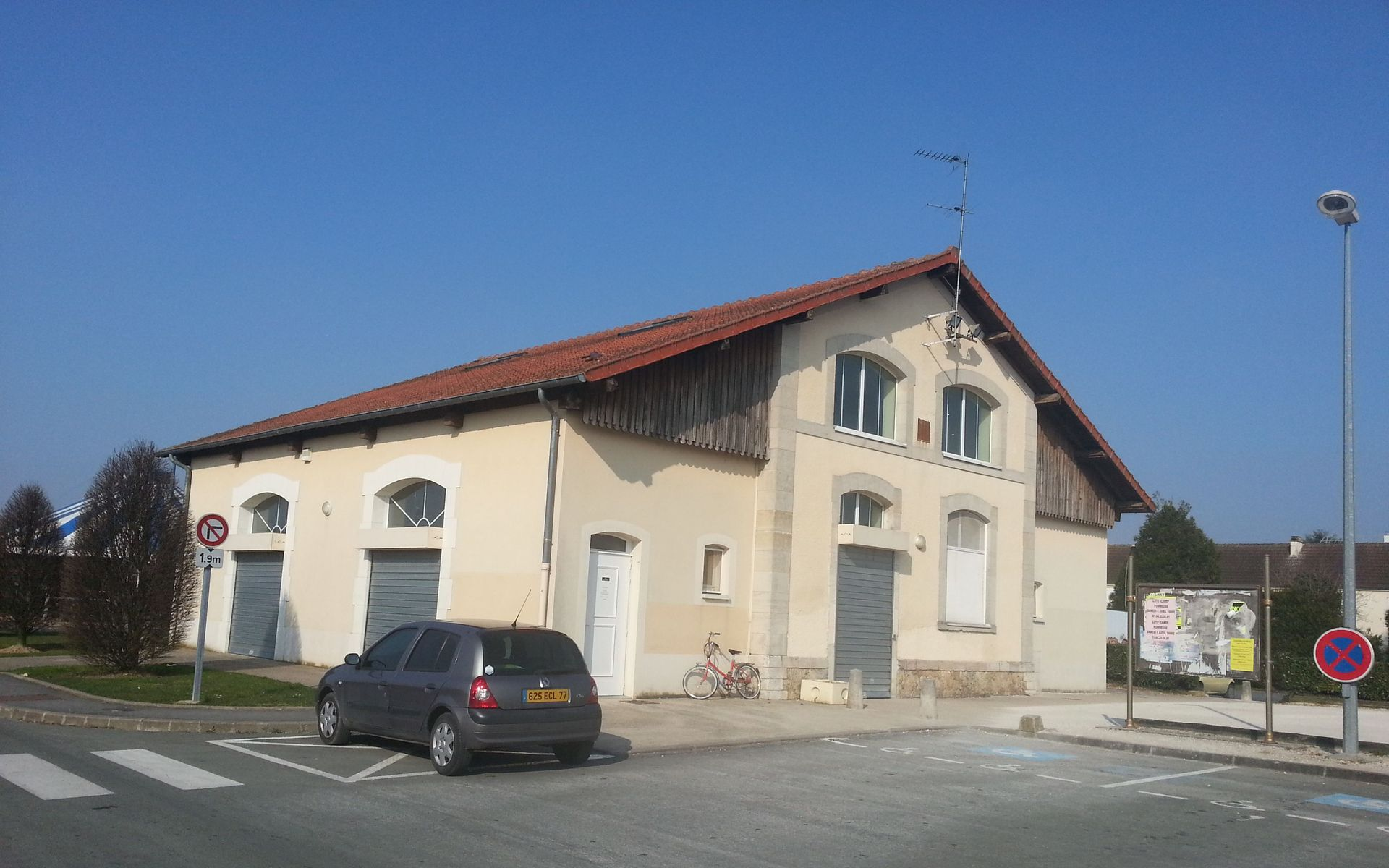
Halle à marchandises.